# Eddy Choong
Eddy Choong (en chinois : 莊友明), né Choong Ewe Beng le 29 mai 1930 dans le Penang et mort le 28 janvier 2013 à George Town, est un joueur de badminton malaisien.

## Biographie
Il s'est affirmé comme l'un des tout meilleurs joueurs du monde dans les années 1950, alors qu'il étudiait à Londres. Réputé pour sa vitesse, son agilité et son jeu spectaculaire, il a remporté quatre fois l'Open d'Angleterre (1953, 1954, 1956, 1957) et s'est incliné deux fois en finale (1952, 1955) en simple. Il a aussi gagné le tournoi en double, associé avec son frère David Choong, en 1951, 1952 et 1953 (finalistes en 1954, 1955 et 1957).
Pendant sa carrière, il a remporté 75 tournois internationaux en simple dont :
- Open du Danemark : 1953
- Open des Pays-Bas : 1954, 1955, 1957
- Open de France : 1952, 1953
- Open d'Allemagne : 1955, 1956, 1957
- Open d'Irlande : 1951, 1952, 1953, 1957
- Open de Malaisie : 1957, 1960
- Open de Norvège : 1954
- Open d'Écosse : 1951, 1953, 1957
- Open des États-Unis : 1954

Membre de l'équipe malaisienne de Thomas Cup, il remporte l'épreuve en 1955 et est finaliste en 1958. 